# Llamas de la Ribera
Llamas de la Ribera é um município da Espanha na província de León, comunidade autónoma de Castela e Leão, de área 59,92 km² com população de 1053 habitantes (2007) e densidade populacional de 18,54 hab/km².

## Demografia
| Variação demográfica do município entre 1991 e 2004 | Variação demográfica do município entre 1991 e 2004 | Variação demográfica do município entre 1991 e 2004 | Variação demográfica do município entre 1991 e 2004 |
| --------------------------------------------------- | --------------------------------------------------- | --------------------------------------------------- | --------------------------------------------------- |
| 1991                                                | 1996                                                | 2001                                                | 2004                                                |
| 1399                                                | 1297                                                | 1167                                                | 1111                                                |